# Сагіт Рамієв
Сагіт Рамієв (тат. Сәгыйть Рәмиев; нар. 24 лютого 1880, Акман, Оренбурзька губернія, Російська імперія — 17 березня 1926, Уфа, Башкирська АРСР) — видатний татарський поет, педагог і публіцист.

## Біографія
Сагіт Рамієв народився 24 лютого 1880 року (12 за старим стилем) в селі Акман Оренбурзької області. Його сім'я жила не в одному місці і час від часу змушена була переїжджати. Сагіт навчався в медресе Хусаїнія з 1890 по 1902 рік. У цей час він вивчав арабську, перську, турецьку літературну мову. Залишився вчителем у Хусаїнії.
Сагіт Рамієв прибув до Казані на початку 1906 року. Там він почав працювати літературним працівником у газеті «Ранкова зоря». А  з 19 червня його призначили редактором. Незабаром газету закрили, і Сагіт Рамієв місяць провів у в'язниці. Він також організував газету «Голос». Як наступницю «Ранкової Зорі», він почав видавати журнал «Зоря». Під час реакції багато газет і журналів закривались. Коли Сагіт Рамієв став абсолютно безробітним, він почав працювати в редакції газети «Баянел-хак». У 1910 році Рамієв виїхав до Астрахані і почав працювати секретарем тамтешньої газети «Волга». Фактично він був редактором цього видання.
Сагіт Рамієв одружився в 1914 році. Через три місяці після одруження газету «Волга» закрили і депортували Сагіта Рамієва з Астрахані. Потім він переїхав до Уфи, рідного міста своєї дружини. Тут влаштувався на роботу в російськомовний журнал «Сільське життя» — видавав його татарською мовою.
Коли почалася громадянська війна, Рамієв був змушений виїхати з Уфи до селища Вагапов на Урал. Там його призначили секретарем ревкому. Контролював освітню роботу на станції Магнітка. У Верхньоуральську працював в мусульманському партійному комітеті, а також працював в газеті Червоний Урал в Челябінську (1921 — 1922), тут він також викладав татарську літературу в педагогічному коледжі. По поверненню в Уфу (кінець 1922 року) він став керівником видавничої справи в Народному комісаріаті земельних справ. Однак його здоров'я почало погіршуватися, і він помер від пневмонії 17 березня 1926 року.